# Albansk-osmanska kriget

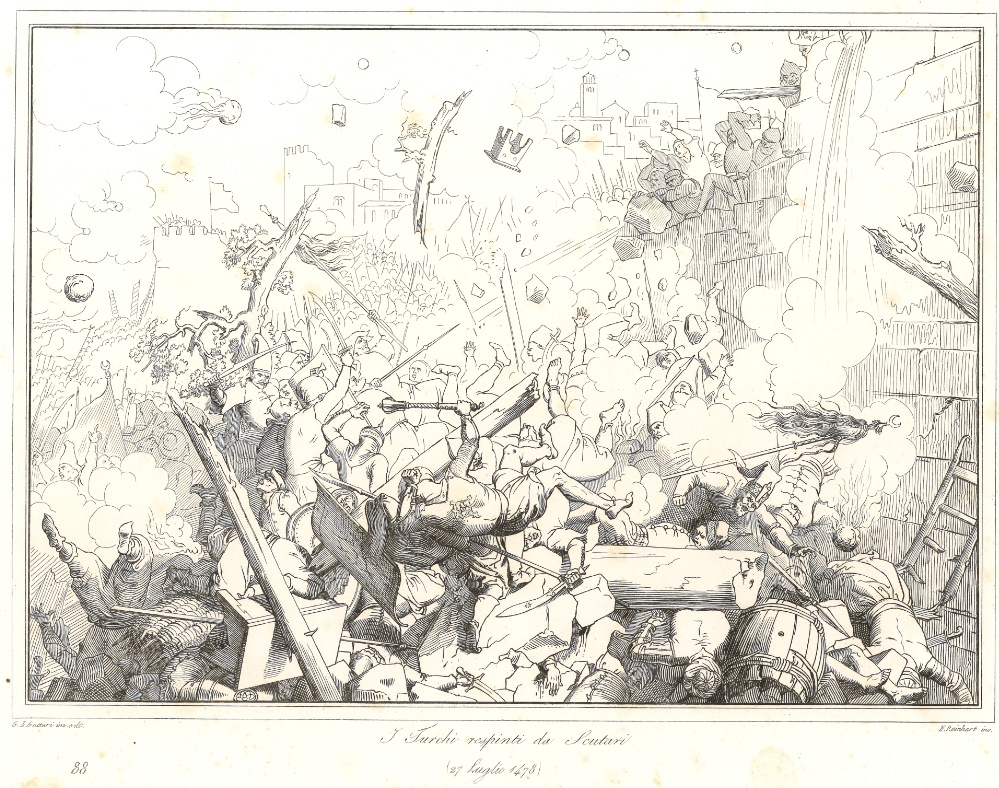
Belägringen av Shkodra markerade slutet på det albansk-osmanska kriget. Här en etsning av Giuseppe Lorenzo Gatteri från 1860 som föreställer belägringen.

Albansk-osmanska kriget var en väpnad konflikt 1443-1479, som utkämpades mellan albanska och den osmanska styrkor. De många slag utkämpades huvudsakligen i dagens Albanien. I osmanernas kamp mot Skanderbeg förlorade de i tjugofyra slagfält men segrade i slaget vid Berat.
Shkodras fall anses markera slutet för det albansk-osmanska kriget, andra viktiga händelser var Krujas fall och erövringarna av Durrësi och Lezha, som då stod under venetiansk kontroll. Skanderbegs levnadstecknare Marin Barleti blev själv vittne till belägringen av Shkodra, som han skrev en bok om (den utkom i engelsk översättning 2012 i samband med 100-årsjubileet av Albaniens självständighet).